# Глядень-2
Глядень-2 — село в Благовещенском районе Алтайского края, в составе Гляденьского сельсовета.
Население — 278 (2013). Основано в 1909 году.

## История
Основано в 1909 году. До 1917 года меннонитское село в составе Леньковской волости Барнаульского уезда Томской губернии. Основатели из Причерноморья. Вместе с немцами переселялись также украинцы. Кроме меннонитов в Глядене-2 жили также поволжские немцы. Среди первых переселенцев, основавших этот поселок, было несколько Иванов: Зинченко Иван, Эйхманн Иван, Денисенко Иван, Карачков Иван, поэтому деревню в народе и назвали Ивановкой. Немецкое название — Эбенфельд.
В 1928 году организован колхоз «Электрик»

## Физико-географическая характеристика
Село расположено в пределах Кулундинской равнины, относящейся к Западно-Сибирской равнине, на высоте 152 метра над уровнем моря. Рельеф местности равнинный. Село окружено полями. Распространены чернозёмы солонцеватые и солонцы (автоморфные).
По автомобильным дорогам расстояние до административного центра сельского поселения села Глядень — 3 км, до районного центра посёлка Благовещенка — 39 км, до краевого центра города Барнаула — 320 км.
Климат
Климат умеренный континентальный (согласно классификации климатов Кёппена-Гейгера — тип Dfb). Среднегодовая температура положительная и составляет +2,1° С, средняя температура самого холодного месяца января − 16,9 °C, самого жаркого месяца июля + 20,5° С. Многолетняя норма осадков — 329 мм, наибольшее количество осадков выпадает в июле — 54 мм, наименьшее в марте — 14 мм
Часовой пояс
Глядень-2, как и весь Алтайский край, находится в часовой зоне МСК+4. Смещение применяемого времени относительно UTC составляет +7:00.

## Население
| 1926 | 1997 | 1998 | 1999 | 2000 | 2001 | 2002 | 2003 | 2004 | 2005 |
| ---- | ---- | ---- | ---- | ---- | ---- | ---- | ---- | ---- | ---- |
| 263  | ↗351 | ↘296 | ↗364 | ↘282 | ↗376 | ↗377 | ↗381 | ↘350 | ↗370 |
| 2006 | 2007 | 2008 | 2009 | 2010 | 2011 | 2012 | 2013 |      |      |
| ↘346 | ↘322 | ↘310 | ↘305 | ↘280 | →280 | ↘279 | ↘278 |      |      |